# Xu’ao (sockenhuvudort i Kina, Zhejiang Sheng, lat 28,20, long 120,57)
Xu'ao (kinesiska: 徐岙, 徐岙乡) är en sockenhuvudort i Kina. Den ligger i provinsen Zhejiang, i den östra delen av landet, omkring 230 kilometer söder om provinshuvudstaden Hangzhou. Antalet invånare är 4 987. Befolkningen består av 2 320 kvinnor och 2 667 män. Barn under 15 år utgör 13,0 %, vuxna 15-64 år 65 %, och äldre över 65 år 20,0 %.
Runt Xu'ao är det tätbefolkat, med 266 invånare per kvadratkilometer. Närmaste större samhälle är Oubei, 18,8 km söder om Xu'ao. I omgivningarna runt Xu'ao växer i huvudsak blandskog.
Genomsnittlig årsnederbörd är 2 185 millimeter. Den regnigaste månaden är juni, med i genomsnitt 368 mm nederbörd, och den torraste är januari, med 71 mm nederbörd.